# Sentiero Dorato
Nell'universo fantascientifico di Dune creato da Frank Herbert, il Sentiero Dorato è la strategia di Leto II per prevenire la distruzione dell'umanità. Il Sentiero Dorato è un tema importante dei romanzi I figli di Dune, L'imperatore-dio di Dune, Gli eretici di Dune e La rifondazione di Dune.

## Trama
Attraverso la prescienza, Paul Atreides e Leto II vedono che l'umanità sarà distrutta se continuerà a restare confinata nell'universo conosciuto dell'Impero. Anche se la popolazione dell'Impero era costituita da miliardi e miliardi di individui, la tirannia di Leto II dimostra che l'umanità confinata in quella porzione di spazio può ancora essere controllata da un singolo.
Utilizzando i poteri di Kwisatz Haderach e la lunga vita conferitagli dalla simbiosi con la trota delle sabbie, Leto II governerà per millenni l'Impero con mano pesante nei confronti di tutti coloro che in passato hanno cercato di ottenere il potere assoluto e il controllo sul futuro dell'umanità attraverso la prescienza: Gilda Spaziale e Bene Gesserit in particolar modo. 
Proprio alla Sorellanza Bene Gesserit è diretto per la maggior parte l'insegnamento di Leto, che le considera più vicine a lui e più ricettive. Per ottenere la loro obbedienza Leto II mantiene il monopolio sul ciclo della spezia, lasciando che si esaurisca lentamente con il retrocedere del deserto e la trasformazione di Arrakis in un rigoglioso pianeta verde. La preziosa sostanza viene centellinata dalle riserve del tiranno. La spezia diventa talmente preziosa che è possibile portare in una valigetta il valore di un intero pianeta. I viaggi e i commerci interplanetari stagnano per millenni, perché senza la spezia i navigatori della Gilda non sono in grado di attraversare lo spazio, né d'altra parte osano più sfidare l'Imperatore Dio che li tiene letteralmente al guinzaglio. La razza umana è frustrata e per lo più confinata a livello planetario, pur vivendo in un regime di pace e benessere assoluti.
Seguendo il proprio piano, Leto II inoltre impianta nella discendenza degli Atreides un gene in grado di nascondere i suoi portatori alla visione presciente: ad esempio Siona, figlia di Moneo, è portatrice del no-gene. L'obiettivo di Leto II è quello di creare una intera stirpe di umani 'invisibili' ai prescienti, da qui l'utilizzo di Duncan Idaho come 'stallone' per creare con Siona una dinastia Atreides artificialmente potenziata.
Alla morte di Leto, però, il suo corpo ormai trasformato in verme produce nuove trote della sabbia. Ciò da inizio ad un nuovo ciclo della spezia su Arrakis che, insieme alla libertà dalla schiavitù del tiranno, causa la grande Dispersione: miliardi di esseri umani si riversano fuori dal vecchio Impero, ormai moribondo, alla ricerca di nuovo spazio vitale. Ciò garantirà la sopravvivenza della razza e ne accelererà il progresso.
Alla fine de La Rifondazione, le Bene Gesserit prendono in mano con una nuova consapevolezza le sorti del vecchio Impero, che ormai non è altro che un puntino insignificante in un brulicante universo: ora hanno dalla loro la conoscenza su come ricreare a piacimento il ciclo della spezia su qualsiasi pianeta, garantendo così la sopravvivenza della Sorellanza e delle antiche pratiche; ciò, in linea di principio, può permettere loro di riportare la civiltà nella grande Dispersione.